# Хипервитаминоза
Хипервитаминоза е състояние, при което в организма има прекалено големи количества витамини.

## Описание
Както недостигът, така и предозирането с витамини може да има неприятни последствия. При необичайно високи нива на витамин A първоначално се наблюдава главоболие, гадене, повръщане, болки в корема и други. При хронична хипервитаминоза започват да се появяват кожни проблеми, оредяване на окосмяването, слабост и раздразнителност. При бременност може да се засегне плодът. Витамин D2 при предозиране води до запек, полиурия, полидипсия, сърбеж и други. Витамин E води до загуба на апетит, гадене, диария.
Хипервитаминоза се получава най-често при предозиране с мастноразтворими витамини, тъй като се съхраняват по-дълго в организма от водоразтворимите. Основният причинител са хранителните добавки.